# День ветерана в Иране

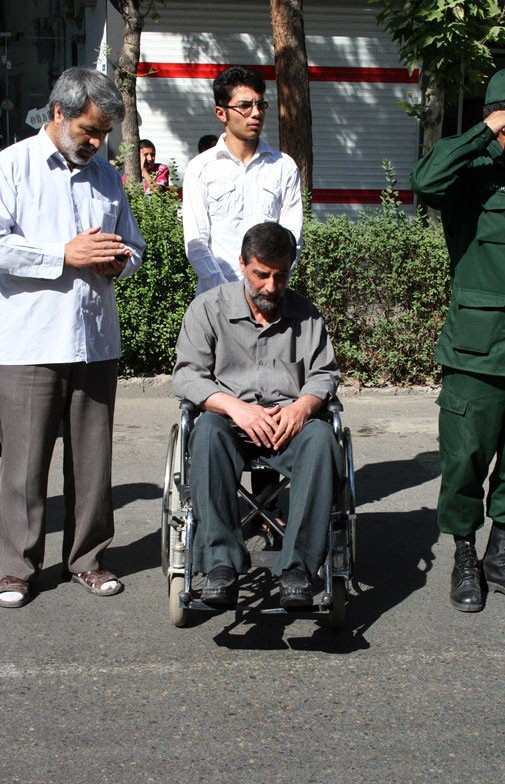
Ветеран в инвалидном кресле

День ветерана (перс. روز جانباز‎) — государственный праздник Ирана, отмечающийся ежегодно 4 шаабана по календарю лунной хиджры. В связи с несовпадением данного календаря с григорианским, дату нельзя перевести точно — каждый год событие сдвигается на десять дней. В 2017 году праздник пришёлся на 1 мая (11 ордибехешта по иранскому календарю солнечной хиджры).

## История праздника
День ветерана в Иране приурочен ко дню рождения Абуль-Фадля Аббаса ибн Али, брата третьего шиитского имама Хусейна. Они вместе были убиты в день Ашура, который является исключительно важной датой для шиитов. Абуль-Фадль — сын Али ибн Абу Талиба, первого имама шиитов.
Как сказал великий аятолла Хомейни 27 июня 1981 года в речи, посвященной ветеранам: «Между понятием ветерана и шахида практически нет разницы. Ветеран — это шахид дважды, так как души шахидов покинули земной мир, а ветераны — это своего рода символ победы Революции, ее живое достояние» (понятие «шахид» аналогично определению «мученик», в основном так называют солдат, отдавших жизнь за спасение Родины).
Во время праздничных церемоний ветераны награждаются различными орденами. Подобные церемонии широко освещаются в иранских СМИ. Существует также Неделя Священной обороны (20-27 сентября), по праздничным мероприятиям напоминающая День ветерана.

## Понятие «ветеран» в Иране
Понятие «ветеран» в российской и иранской культуре отличаются. Персидское слово جانباز обозначает ветерана-инвалида и литературно переводится как «тот, кто был готов отдать собственную жизнь». Понятие «ветеран» касается в большей степени солдат, прошедших ирано-иракскую войну 1980-1988 годов и ставших инвалидами во время боевых действий. Жертвы химических атак Ирака на Иран называются «химические ветераны» (перс. جانباز شیمیایی).
После иракский химических атак количество пострадавших достигло 3500 человек из числа иранских солдат и мирного населения, из них 42% страдали респираторными заболеваниями, 39% — окулярными и 25% — заболеваниями кожи. В течение следующих 12 лет их число увеличилось на 45 тыс. «из-за возникновения респираторных осложнений из-за действия горчичного газа».
Количество ветеранов с умственной инвалидностью, включая тех, кто страдает от посттравматического стрессового расстройства, с годами растет.